# Hyeonseok-dong
Hyeonseok-dong là một dong, phường của quận Mapo-gu ở Seoul, Hàn Quốc.

## Liên kết
- Trang chính thức Mapo-gu bằng tiếng Anh Lưu trữ ngày 22 tháng 9 năm 2004 tại Wayback Machine
- Bản đồ của Mapo-gu Lưu trữ ngày 23 tháng 9 năm 2005 tại Wayback Machine tại trang chính thức Mapo-gu
- (tiếng Hàn) Bản đồ của Mapo-gu Lưu trữ ngày 5 tháng 11 năm 2007 tại Wayback Machine tại trang chính thức Mapo-gu